# شکار اردک
شکار اردک (انگلیسی: Duck Hunt) یک بازی ویدئویی تفنگی از شرکت نینتندو است که برای کنسول بازی ویدئویی نینتندو است که در سال ۱۹۸۴ منتشر شد. در این بازی ، بازیکنان توسط تفنگی لامپ پرتوی کاتدی تلویزیون را مورد هدف قرار داده و به سمت اردک ها شلیک می کنند. 